# Тажудинов, Ахмед Магомедович
Ахмед Магомедович Тажудинов (25 января 2003, с. Гергебиль, Гергебильский район, Дагестан, Россия) — российский и бахрейнский борец вольного стиля, Олимпийский чемпион 2024 года, двукратный чемпион Азии 2023—2024, чемпион мира 2023, чемпион Азиатских Игр 2023.

## Биография
Родом из села Гергебиль. 12 января 2021 года в Хасавюрте победил на первенстве Дагестана среди юношей 2003—2005 годов рождения. 27 января 2021 года в финале Первенства Дагестана среди юниоров в Каспийске уступил Шамилю Магомедову. 24 октября 2021 года в Краснодаре на Всероссийских соревнования среди юниоров памяти Бесика Кудухова стал бронзовым призёром. 22 января 2022 года одержал победу на Первенстве Дагестана среди юниоров. 23 февраля 2022 года, одолев Сулейман Омарова, стал чемпионом Дагестана. 11 марта 2022 года в Хасавюрте в финале чемпионата СКФО уступил Артёму Цхаребову, получив тем самым путёвку на чемпионат России. 27 марта 2022 года в финале Первенства России среди юниоров в Каспийске уступил Абдулле Курбанову. 20 мая 2022 года в Москве одолев в финале Алихана Жабраилова, победил на Мемориале Ивана Поддубного. 26 июня 2022 года в схватке за 3 место выиграл Дэвида Дзугаева, выступающего за Москву и завоевал бронзовую медаль чемпионата России в Кызыле. 31 октября 2022 года ему было присвоено звание мастер спорта России. С осени 2022 года выступает за Бахрейн, его дебютом стал международный турнир памяти Динмухамеда Кунаева в казахстанском Таразе в начале ноября 2022 года, на котором он одержал победу. Через несколько дней в составе сборной Бахрейна в Египте он победил на арабском чемпионате. 13 апреля 2023 года в Астане, одолев в финале китайца Хабилу Авусайимана, стал чемпионом Азии.
19 сентября 2023 года на чемпионате мира в Белграде досрочно победил Кайла Снайдера. В финале одержал досрочную победу над Магомедханом Магомедовым и стал чемпионом мира в 20 лет.
7 октября 2023 года завоевал золото Азиатских игр в Ханчжоу.

9 марта 2024 года в Анталии победил на международном турнире «Яшар Догу».
11 апреля 2024 в Бишкеке, победив в финале казахстанца Ризабека Айтмухана, завоевал золото чемпионата Азии и стал двукратным чемпионом континента.
11 августа 2024 в Париже на Олимпийских Играх завоевал первое золото в карьере. Это первая в истории Бахрейна медаль Олимпийских Игр в борьбе.

## Спортивные результаты
- Первенство России по вольной борьбе среди юниоров 2022 —
- Мемориал Иван Поддубный 2022 —
- Чемпионат России по вольной борьбе 2022 —
- Арабский чемпионат по борьбе 2022 —
- Азиатские игры 2023 —
- Чемпионат Азии по борьбе 2023 —
- Чемпионат мира по вольной борьбе 2023 —
- Мемориал «Яшар Догу» 2024 —
- Чемпионат Азии по борьбе 2024 —
- Олимпийские игры 2024 -

## Награды и звания
- медаль «За заслуги перед страной первой степени» (Бахрейн).
- медаль «Народный Герой Дагестана».